# Le Brusc
Le Brusc est un quartier de la commune de Six-Fours-les-Plages dans le Var, à 15 kilomètres à l'ouest de Toulon, un petit village de pêcheurs et une station estivale.

## Géographie
Au nord se trouvent les communes de Sanary-sur-Mer et Bandol, au nord-est la commune de Six-Fours dominée par le petit massif et le fort du même nom. Plus loin, la cuvette du Beausset et les contreforts du massif de la Sainte-Baume.
À l'ouest s'étend la rade du Brusc-Six-Fours-Sanary, à laquelle succèdent golfes et baies (Bandol, Saint-Cyr-sur-Mer, La Ciotat, Cassis et Marseille).
Au sud, le Brusc est séparé de la mer ouverte, par la lagune du Brusc et l'archipel des Embiez.

## Histoire

### La préhistoire
Les premiers vestiges témoignant d'une occupation humaine ancienne, datés du Paléolithique supérieur (entre -40 000 et -10 000 ans) furent découverts dans un dolmen naturel dominant la mer dans les falaises du quartier de "la Lèque" au lieu-dit "la Fosse" en 1955 par Christian Cresci.
Jean Layet, spécialiste de la préhistoire dans la région de Toulon y mène des fouilles. Découverte d'une sépulture collective avec des nombreux ossements brisés (5-6 individus), ainsi que quelques objets (pointe de silex, coquillages et cailloux de couleur).

### Le Brusc, une colonie grecque puis romaine
Vers 600 ans avant notre ère, des Grecs de Phocée, ville d'Asie Mineure, fondaient Massalia, aujourd'hui Marseille. Ce n'est que plus tard que des Massaliotes installèrent des colonies ou comptoirs sur les côtes. Le comptoir de Tauroïs (fi) (Le Brusc) ne fut fondé qu'au IIIe siècle (découverte de vaisselle en céramique et d'objets).
Au Mourret, sur les hauteurs du Brusc, dans la forêt du Mont Salvat, un habitat fortifié daté de la fin du Ve siècle permettait de surveiller et de protéger le commerce grec le long des côtes depuis Nikaïa (Nice), Antipolis (Antibes), Olbia (Hyères-l'Almanare), Tauroeïs (Le Brusc) et Massalia (découverte de céramiques massaliotes).
À l'entrée du village, au lieu-dit  la Citadelle, furent découverts des restes d'un aqueduc destiné à alimenter les navires qui mouillaient dans la rade.
Au IIe siècle, les légions romaines entrent en Gaule transalpine, battent les tribus ligures, et une "bande côtière de Marseille à l'Italie de 12 à 8 stades (2 200 m à 1 480 m) est évacuée et attribuée à Massalia".
Tauroentum (Le Brusc) participe au trafic commercial de l'arrière pays depuis Massalia jusqu'à l'Italie et sert d'escale entre Citharista (La Ciotat-Ceyreste) et Telo Martius (Toulon).
Le 31 juillet 49 av. J.-C., la flotte de Decimus Iunius Brutus, officier de Jules César détruisit celle de Lucius Nasidius, général de Pompée, soutenue par les Massaliotes dans la rade de Tauroentum (bataille de Tauroentum) qui passe alors sous la domination romaine.
La région fut ensuite occupée par les Romains et après les incursions des Wisigoths, des Ostrogoths et des Francs, elle fut christianisée à partir du Ve siècle.

### Les temps anciens
La Provence fit ensuite partie de l'Empire de Charlemagne, à partir de 771, lorsque celui-ci usurpa l'héritage de son frère Carloman. À la mort du fils de Charlemagne, l'empereur Louis le Pieux, la province échoit à son fils Lothaire. Elle fait partie alors du Saint Empire Romain Germanique jusqu'au XVe siècle et ce malgré les incursions des Sarrasins ; ils furent définitivement arrêtés par les Six-Fournais en 950 à la bataille de Malogineste sur la route du Brusc (un oratoire commémore encore aujourd'hui cet événement dont la réalité est contestée).
En 968 est créé le Royaume de Provence et Six-Fours-Le Brusc appartient au vicomte de Marseille. En 1486, la Provence est rattachée à la France et la région qui était agricole jusque-là se tourne vers la mer, la pêche, les métiers de la mer et la construction navale (arsenal et chantiers).

### Les temps modernes
Le tourisme  démarre au Brusc à la fin de la Première Guerre mondiale.
Au cours du deuxième conflit mondial le port est détruit.
Alors  que la pêche décline progressivement, le Brusc devient un centre résidentiel, de tourisme balnéaire et de plaisance. Le sculpteur Paul Landowski, notamment, s'y installe en 1927 et fait construire un atelier où il créera une bonne part de son œuvre.

## Toponymie
Selon l'historien Henri Ribot, le nom vient d'une pratique qui se déroulait sur cet espace, où les bateaux étaient brusqués, c'est-à-dire le lieu où ils étaient flambés  avec de la bruyère. La même origine se retrouve dans la rue du Brusque à Marseille. Lou brusc désigne la bruyère en provençal.

## Vie locale
Le hameau dispose de plusieurs commerces et services publics : mairie annexe, bureau de poste.
Tous les jeudis matin un grand marché hebdomadaire a lieu sur le Quai Saint Pierre.

### Sport
Le Brusc possède son propre club de rugby, le Rugby Club Bruscain. Il évolue en série territoriale, et a gagné quatre titres de champion de Côte d'Azur : Honneur en 2004, 2e série en 2003, 3e série en 2002 et 2012.

## Tourisme
Dès 2003, les communes de Six-Fours, La Seyne et Ollioules se sont regroupées au sein de l'Office de Tourisme de l'Ouest Var afin de mettre en commun leurs compétences touristiques. 
Au Brusc vous trouverez plusieurs types d'hébergement pour vos vacances au bord de la Méditerranée en Provence, de nombreux restaurants aux terrasses colorées sur le port, et vous pourrez pratiquer de nombreuses activités comme le stand Up Paddle, le ski nautique, la planche à voile, le kayak..., la commune étant Station Nautique 4 étoiles.

## Lieux et monuments

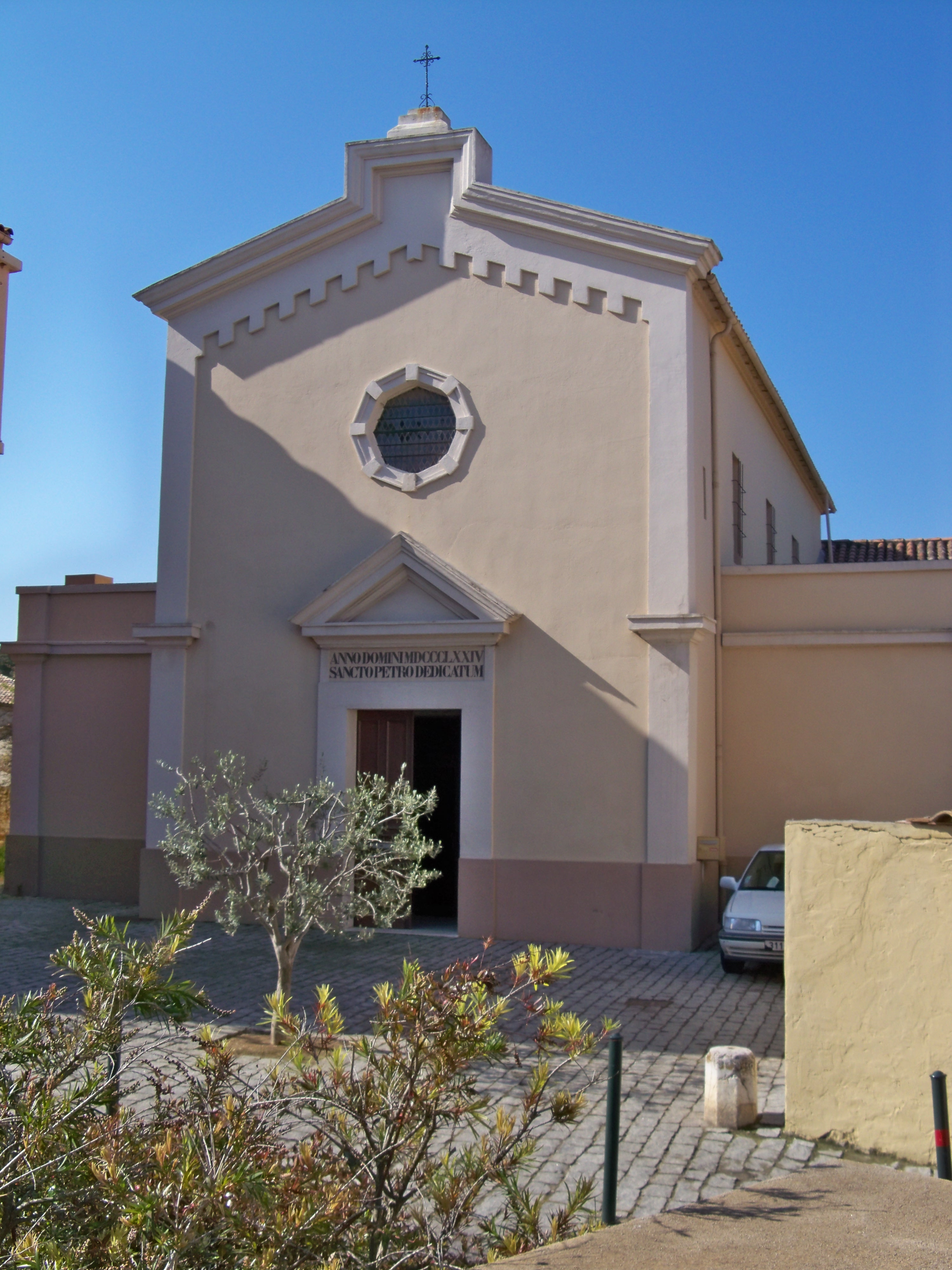
église Saint Pierre

- Église Saint Pierre (fresques du chœur réalisées par Nadine Landowski)
- Le Port
- Maison du Patrimoine
- Lagune du Gaou (réserve Natura 2000)
- La statue située à l'entrée de l'île du Gaou, dit "Petit Gaou", est "Vénus sortant des Flots" et a été réalisée par Robert Forrer.